# 寺崎要
寺崎 要（てらさき かなめ、1948年12月20日 - ）は、日本の放送作家。関西圏のテレビ番組を主に手掛ける。
岡山県出身。

## 来歴・人物
- 同志社大学卒業後は一旦広告代理店に就職したが、放送業界の仕事を希望し、志願して『ヤングおー!おー!』（毎日放送）の制作スタッフに入ったのが放送業界入りのきっかけ。当初はADのような雑用をしていたが、やがて放送作家の仕事を始めることに。
- この『ヤングおー!おー!』のスタッフを通して、『MBSヤングタウン』（MBSラジオ）のプロデューサー・渡邊一雄を紹介され、同番組の構成を手掛けることになった。担当した笑福亭鶴瓶の月曜日の聴取率が10％を越える超人気番組となったため、曜日構成から番組全体を統括するチーフ構成に昇格。その後、『ヤングおー!おー!』にレギュラー入りした明石家さんまと知り合い、メジャーになったさんまをホストに迎えたトーク番組『さんまのまんま』（関西テレビ）を製作した。
- また、ニッポン放送の『オールナイトニッポン』を担当。中島みゆき、谷山浩子などの番組内を陰日向になり盛り立てた（番組内では「ポチ」と呼ばれていた）。
- テレビ・ラジオの仕事以外では、中島みゆきや松任谷由実のコンサートやミュージカルの演出、毎日放送の『オーサカキング』などのイベントも手掛けている。
- その他、1995年吉本興業と共同で設立した芸能事務所「イエローキャブウエスト」を主宰。プロ作家を育成する心斎橋大学の講師でもある。

## 主な担当番組

### テレビ
- 「ヤングおー!おー!」（毎日放送）
- 「突然ガバチョ!」（毎日放送）
- 「夜はクネクネ」（毎日放送）
- 「4時ですよ～だ」（毎日放送）
- 「遊々!文珍クラブ」（朝日放送）
- 「楽天的ライブ 寝るまえに跳べ!!」（朝日放送） - 司会兼任
- 「さんまのまんま」（関西テレビ）
- 「素敵!KEI-SHU5」（関西テレビ）
- TVじゃん!!「目玉とメガネ」（読売テレビ）
- 「テレビ面接」（読売テレビ）
- 「ザ・ワイド」（日本テレビ）
- 「サタデーナイトショー」（テレビ東京）

### ラジオ
- 「真夜中ギンギラ大放送」（ラジオ関西）
- 「MBSヤングタウン火曜日」（MBSラジオ）[1]
- 「中島みゆきのオールナイトニッポン」（ニッポン放送）[1]
- 「谷山浩子のオールナイトニッポン」（ニッポン放送）[1]
- 「鴻上尚史のオールナイトニッポン」（ニッポン放送）
- 「松任谷由実のオールナイトニッポン」（ニッポン放送）

ほか